# 大窪詩仏

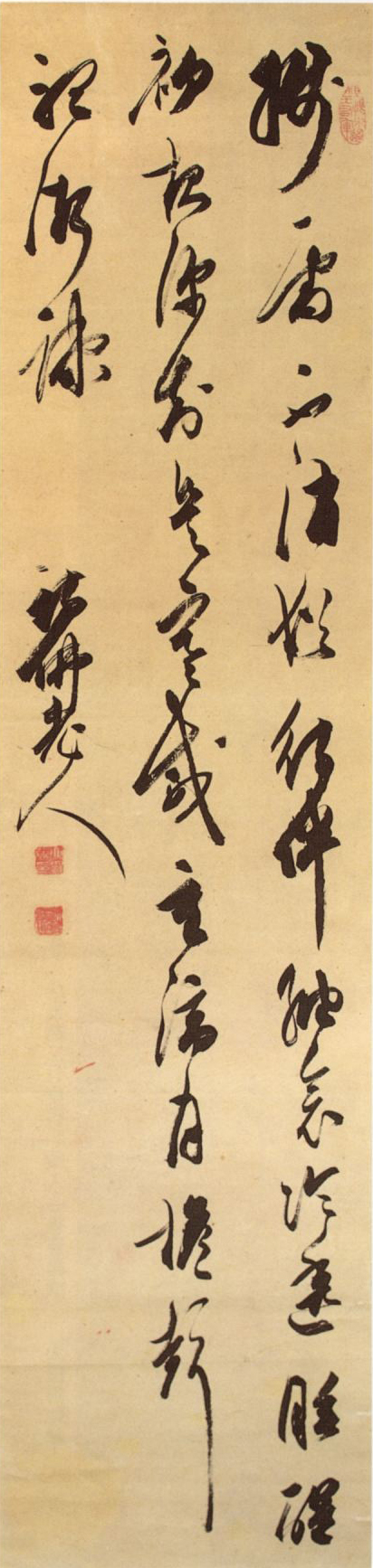
七行絶句三行草書「残雪不消猶待伴」

大窪詩仏（おおくぼしぶつ、明和4年（1767年） - 天保8年2月11日（1837年3月17日））は、江戸時代後期の漢詩人である。書画も能くした。常陸国久慈郡袋田村（現 茨城県久慈郡大子町）に生まれる。
名は行（こう）、字は天民（てんみん）、通称を柳太郎、のちに行光、号は詩仏のほかに柳侘（りゅうたく）、痩梅（そうばい）、江山翁（こうざんおう）、玉地樵者、艇棲主、含雪、縁雨亭主、柳庵、婁庵、詩聖堂（しせいどう）、江山書屋（こうざんしょや）、既醉亭（きすいてい）、痩梅庵（そうばいあん）など。詩仏の号については、清の袁牧が詩仏と称されたことに因むとする説（山本北山）と、唐の杜甫が「詩中之仏」と称されたことに因むとする説（市河寛斎）がある。

## 経歴
常陸国久慈郡池田村の桜岡家に生まれる。父の大窪宗春光近は、多賀郡大窪村(大久保村)に生まれ、医師として桜岡家に入った人物であった。安永2年（1773年）父が池田村を離れて江戸に出ると、詩仏は父の故郷である大久保村に移った。詩仏が10歳の頃、隣家が火事となり大騒動になっていても、それに気付かず読書しつづけたという逸話が残っている。
父が江戸に出て医師として開業したため、詩仏も父にしたがって江戸に出た。父のもとで医術を学び、剃髪して宗盧と号した。天明8年（1788年）、山本北山の門人山中天水の塾 晴霞亭に通い儒学を学び、翌年には市河寛斎の江湖詩社にも参加し、清新性霊派の新風の中、詩作を始める。寛政2年（1790年）24歳のとき父が亡くなると、医業を継がずに詩作に専念する。同年、師の天水が33歳で死去し、中野素堂の紹介で山本北山の奚疑塾に入門する。
寛政4年（1792年）頃、柏木如亭と向島に二痩社を開き、性霊清新の詩風を広めた。
二痩社の名は、詩仏の別号痩梅と如亭が痩竹と号したことに因んだ命名である。この二痩社には百人を超える門人が集った。その後、自らの詩集や啓蒙書などを活発に刊行する。また各地を遊歴し、文雅を好む地方の豪商などに寄食しながら詩を教え、書画の揮毫などで潤筆料を稼いだ。その足跡は東海道、京都、伊勢、信州、上州に及ぶ。
文化3年（1806年）3月、「丙寅の火災」と呼ばれる江戸の大火に罹災。家を焼失した詩仏は復興費用の捻出のため、画家の釧雲泉と信越地方に遊歴した後、神田お玉ヶ池に家を新築して詩聖堂（現 東京都千代田区岩本町2丁目付近）と称した。これ以降、詩仏の名声が広まり、菊池五山とともに江戸詩人を代表する一人となる。文化7年（1810年）正月、『詩聖堂詩集初編』を出版し、江戸詩壇の中で確固たる地位を築く。この頃、佐羽淡斎や菅茶山らと交流する。
文化13年（1816年）書画番付騒動に巻き込まれる。この事件は当時の江戸の学者や文人達を相撲の番付に見立てて格付けした「都下名流品題」という一枚刷を巡り、あちこちで格付けの不当が言い立てられ始めたことによる。東の関脇に詩仏が格付けされており、親友の菊池五山とともにこの戯れ事の黒幕と目されてしまった。大田錦城らと大きく悶着したが、後援者である伊勢国長島藩前藩主の増山雪斎の調停で治まった。この後、秋から冬にかけて、詩仏は信越へ遊歴し、ほとぼりを冷ましている。
文政8年（1825年）、59歳にして秋田藩に出仕する。ほとんど拘束を受けない条件で江戸の藩校 日知館の教授として俸禄を給されたので生活そのものは変わらなかった。しかし、文政12年（1829年）、江戸の大火（己丑の大火）で詩聖堂を全焼し、秋田藩邸に仮住まいを余儀なくされた。のちに下谷練塀小路に小宅を構えたものの、二度と詩聖堂を復興することは出来なかった。同年冬、二人の幼女を残して妻が先立つ。
天保8年2月（1837年）2月11日、自宅で没する。享年71。浅草松葉町の光感寺に葬られた。後に藤沢市本町に改葬された。その後、池上本門寺に再改葬されている｡

## 業績・評価
詩仏は穏やかで物事に頓着しない性格で少しも驕ることがなかった。また人付き合いがよく、酒を好んだこともあり、多くの文人墨客と交流し、当時の詩壇のアイドル的な人気を獲得した。
市河寛斎、柏木如亭、菊池五山と並んで「江戸の四詩家」と称せられ、また、画家の清水天民、儒者の並河天民、詩人の大窪天民（別号）で「三天民」と評される。蜀山人は「詩は詩仏、書は米庵に狂歌俺、芸者小万に料理八百善」、「詩は詩仏、三味は芸者よ、歌は俺」などといって激賞した。
師の山本北山は、「詩仏は清新性霊の新詩風の中で育ち、古文辞格調派の毒に染まっていない」として大いに期待しエールを送っている。詩仏の詩は范成大、楊万里、陸游など南宋三大家の影響が強いといわれる。詩はいたずらに難解であるべきでなく平淡であることを貴しとし、清新であり機知に富んでいながら尚、わかりやすい詩をめざした。このように写実的な詩風を好んだため、特に詠物詩を得意とした。

## 書画

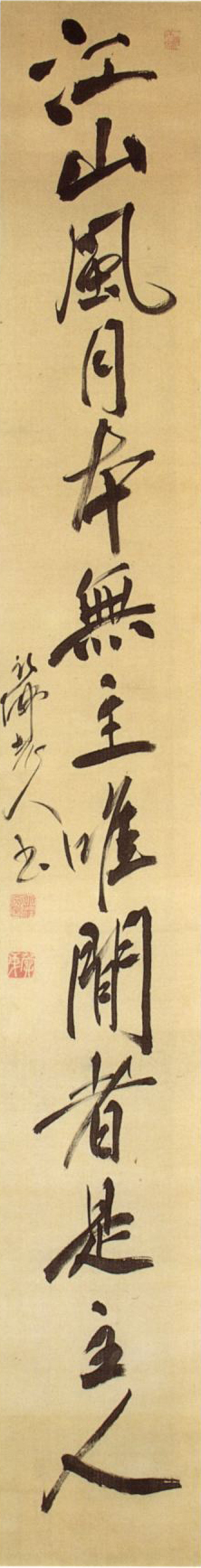
七行絶句三行草書「残雪不消猶待伴」

孫過庭に影響され草書を能くした。また画については蘇軾に私淑し、墨竹図をもっとも得意とした。墨竹の四葉が対生する様は「詩仏の蜻蛉葉」と称され尊ばれ、多くの人から書画の揮毫を求められ、潤筆料を稼いだ。

## 蔵書印
- 詩聖堂図書記

## 刊行物一覧

### 詩集
- 『卜居集』（寛政5年）
- 『詩聖堂百絶』（寛政12年）
- 『詩聖堂詩集初編』（文化7年）
- 「詩仏百絶」（『今四家絶句』収録（文化12年））
- 『西遊詩草』（文政2年）
- 『北遊詩草』（文政5年）
- 『再北遊詩草』（文政8年）
- 『詩聖堂詩集二編』（文政11年）
- 『二島遊草』（天保2年）
- 『詩聖堂詩集三編』（天保9年）

### 啓蒙書
- 『詩聖堂詩話』（寛政11年）
- 『放翁先生詩鈔』（享和元年）中野素堂、山本緑陰とともに校定
- 『宋詩礎』（享和3年）
- 『宋三大家絶句』（享和3年）山本緑陰と共編
- 『石湖先生詩鈔』（文化元年）山本緑陰とともに校定
- 『唐宋箋注聯珠詩格』（文化元年）
- 『佩文韻府両韻便覧』（文化2年）山本緑陰とともに校定
- 『方秋厓詩鈔』（文化2年）佐羽淡斎とともに校定
- 『楊誠斎詩鈔』（文化4年）山田伯方らとともに校定、楊万里の詩集
- 『詩学自在』（文化6年）
- 『広三大家絶句』（文化9年）
- 『清新詩題』（文政2年）
- 『随園女弟子詩選』（天保元年）

### 戯作
- 『茶寮図賛』（享和3年）

## 師
- 山本北山
- 市河寛斎

## 門弟
- 江川英龍

## 交友
- 谷文晁
- 亀田鵬斎
- 大田南畝
- 菊池五山
- 柏木如亭
- 雲室上人
- 頼山陽
- 中野素堂
- 山本緑陰
- 佐羽淡斎
- 木百年
- 糸井榕斎（奥山君鳳）
- 谷文一
- 喜多武清
- 今川緗桃
- 長町竹石
- 伊能忠敬

## 子孫
- 子孫の一人に、歴史学者・考古学者で茨城中学校・高等学校校長(いわゆる十六番目の弁士)の大窪範光がいる。